# Сыновья уходят в бой (фильм)
«Сыновья уходят в бой» — советский художественный полнометражный чёрно-белый фильм, поставленный на киностудии «Беларусьфильм» в 1969 году режиссёром Виктором Туровым. Второй фильм дилогии, снятой по мотивам романа Алеся Адамовича «Партизаны». Продолжение фильма «Война под крышами».
Премьера фильма в СССР состоялась в Москве 29 ноября 1971 года.

## Сюжет
У войны не женское лицо…
Но ничто в эту войну не запомнилось больше, резче, страшнее и прекраснее, чем лица наших матерей.
Каждый день, каждую минуту рискуя жизнью, жизнью детей, они делали всё, что могли, и из этого, иногда малого, вырастало великое, что сокрушило фашизм.
Война ворвалась под крыши небольшого белорусского посёлка, вошла в дом Анны Михайловны. Эта женщина, как тысячи других, живёт и борется так, как велит ей сердце и долг матери.
Подпольщиками, а потом партизанами вместе с матерью становятся и её сыновья…— Алесь Адамович
Действия фильма происходят во время Великой Отечественной войны. Толя и Алексей — сыновья Анны Корзун — стали партизанами и воевали с оккупантами на территории БССР.

## В ролях
— главная роль
- Нина Ургант — Анна Михайловна Корзун
- Светлана Суховей — Лина
- Ольга Лысенко — Ксения
- Станислав Чуркин — Сергей Коренной
- Константин Григорьев — Никита Пинчук
- Юрий Горобец — комиссар Петровский
- Дмитрий Капка — дедушка
- Александр Захаров — Толя Корзун
- Владимир Мартынов — Алексей Корзун
- Александра Климова — Гавриловна
- Валерионас Деркинтис — дед Харитон
- Мария Капнист — жена деда Харитона
- Мария Захаревич — эпизод
- Владимир Белокуров — эпизод
- Бронюс Бабкаускас — отец Коренного
- Она Кнапките-Юкнявичене — мать Коренного
- Владимир Поночевный — партизан
- Казимирас Виткус — командир партизанского отряда Казимир Павлович
- Виктор Плют — Виктор Алексеевич Пашкевич
- Феликс Эйнас — немец
- Леонид Крюк — партизан
- Валерий Блинов — эпизод
- Валерий Ольшанский — партизан
- Владимир Ильин — солдат — эпизод
- Николай Чемезов — эпизод
- Валерий Скоробогатов — эпизод
- Валерий Зубарев — Митя, брат Ксении
- Геннадий Овсянников — эпизод (В титрах не указан)
- Ауримас Бабкаускас — провокатор (В титрах не указан)

## Съёмочная группа
- Сценарий — Александра Адамовича
- Постановка — Виктора Турова
- Оператор — Сергей Петровский
- Художник-постановщик — Евгений Ганкин
- Режиссёры — Л. Фадеева, А. Коленда
- Композитор — Андрей Волконский
- Звукооператор — Николай Веденеев
- Песни:
  - Текст — Владимира Высоцкого
  - Музыка — Станислава Пожлакова
- Костюмы — Аллы Грибовой
- Грим — Леонида Хохлова
- Монтаж — Е. Аксёненко
- Ассистенты:
  - режиссёра — Р. Мирский
  - оператора — Л. Лейбман
- Редактор — Фёдор Конев
- Комбинированные съёмки:
  - Операторы — С. Грязнов, Л. Аксёненко
  - Художник — И. Коваленко
- Консультант — командир партизанской бригады «Беларусь» Герой Советского Союза Н. П. Покровский
- Директор картины — Аким Жук

## Песни в фильме
Для фильма (как и для первой его части), Владимиром Высоцким было написано несколько песен:
- Он не вернулся из боя
- Песня о земле
- Сыновья уходят в бой
- В темноте (не вошла)

Благодаря одноимённой песне, заглавие фильма стало названием и альбома В. Высоцкого, изданного к 40-летию Победы.